# Lafif Lakhdar
Lafif Lakhdar, scritto anche Al-Afif Al-Akhdar o Afif Lakhdar (Maktar, 6 aprile 1934 – 22 luglio 2013), è stato un giornalista e intellettuale tunisino.

## Biograpia
Lafif Lakhdar nacque in una famiglia poverissima. Dopo la scuola coranica frequentò l'Università Zeitouna a Tunisi e divenne avvocato nel 1957. Nel 1961 si trasferì a Parigi poi ad Algeri, dove fu il consigliere del presidente Ben Bella. Nel 1965 ritornò in Europa, per poi trasferirsi a Beirut; rimane nel Medio Oriente negli anni 1970. Dopo il 1979 risiede a Parigi.
Ha partecipato al debatto sull'evoluzione del diritto islamico e sulla separazione dei poteri religioso e politico. Giornalista, ha lavorato per Al-Hayat (1997-2002),  Al-Quds al-Arabi, e per il magazine online Elaph. Con il filosofo Mohammed Arkoun ha partecipato al programma Aladin dell'UNESCO, che lavora alla diffusione di documenti storici sulla storia dell'Olocausto.

## Libri
- The Position on Religion, Dar al-Tali'a, Beyrouth, 1972.
- L'organisation moderne, Dar Al-Tali'a, Beyrouth, 1972.
- Mohamed Abd El Motaleb Al Houni, L'impasse arabe. Les Arabes face à la nouvelle stratégie américaine, (préface de L. Lakhdar), Paris, L'Harmattan, 2004 (ISBN 978-2747570411)